# Klîmașivka, Hmelnîțkîi
Klîmașivka (în ucraineană Климашівка) este un sat în comuna Pașkivți din raionul Hmelnîțkîi, regiunea Hmelnîțkîi, Ucraina.

## Demografie
Componența lingvistică a localității Klîmașivka
     Ucraineană (98,57%)
     Rusă (1,19%)
     Alte limbi (0,24%)
Conform recensământului din 2001, majoritatea populației localității Klîmașivka era vorbitoare de ucraineană (98,57%), existând în minoritate și vorbitori de rusă (1,19%).